# Watabe Daisuke
Daisuke Watabe (渡部 大輔 Watabe Daisuke, sinh ngày 19 tháng 4 năm 1989 ở Tokorozawa, Saitama) là một cầu thủ bóng đá người Nhật Bản thi đấu cho Omiya Ardija ở J. League.

## Thống kê sự nghiệp câu lạc bộ
Cập nhật đến ngày 23 tháng 2 năm 2018.
| Thành tích câu lạc bộ | Thành tích câu lạc bộ | Thành tích câu lạc bộ | Giải vô địch | Giải vô địch | Cúp                   | Cúp                   | Cúp Liên đoàn | Cúp Liên đoàn | Tổng cộng | Tổng cộng |
| Mùa giải              | Câu lạc bộ            | Giải vô địch          | Số trận      | Bàn thắng    | Số trận               | Bàn thắng             | Số trận       | Bàn thắng     | Số trận   | Bàn thắng |
| Nhật Bản              | Nhật Bản              | Nhật Bản              | Giải vô địch | Giải vô địch | Cúp Hoàng đế Nhật Bản | Cúp Hoàng đế Nhật Bản | J. League Cup | J. League Cup | Tổng cộng | Tổng cộng |
| --------------------- | --------------------- | --------------------- | ------------ | ------------ | --------------------- | --------------------- | ------------- | ------------- | --------- | --------- |
| 2008                  | Omiya Ardija          | J1 League             | 0            | 0            | 0                     | 0                     | 0             | 0             | 0         | 0         |
| 2009                  | Omiya Ardija          | J1 League             | 6            | 0            | 0                     | 0                     | 3             | 0             | 9         | 0         |
| 2010                  | Omiya Ardija          | J1 League             | 16           | 0            | 1                     | 0                     | 6             | 0             | 23        | 0         |
| 2011                  | Omiya Ardija          | J1 League             | 23           | 0            | 0                     | 0                     | 0             | 0             | 23        | 0         |
| 2012                  | Omiya Ardija          | J1 League             | 25           | 2            | 3                     | 0                     | 3             | 0             | 31        | 2         |
| 2013                  | Omiya Ardija          | J1 League             | 20           | 0            | 1                     | 0                     | 6             | 1             | 27        | 1         |
| 2014                  | Omiya Ardija          | J1 League             | 9            | 0            | 1                     | 0                     | 3             | 0             | 13        | 0         |
| 2015                  | Omiya Ardija          | J2 League             | 30           | 1            | 2                     | 0                     | -             | -             | 32        | 1         |
| 2016                  | Omiya Ardija          | J1 League             | 9            | 0            | 3                     | 0                     | 4             | 0             | 16        | 0         |
| 2017                  | Omiya Ardija          | J1 League             | 14           | 1            | 1                     | 0                     | 2             | 0             | 17        | 1         |
| Tổng cộng sự nghiệp   | Tổng cộng sự nghiệp   | Tổng cộng sự nghiệp   | 152          | 4            | 12                    | 0                     | 27            | 1             | 191       | 5         |

## Danh hiệu
- J2 League (1): 2015